# Turó de la Farga
El Turó de la Farga és una muntanya de 767 metres que es troba al municipi de les Llosses, a la comarca catalana del Ripollès.